# Hancock (pueblo)
Hancock es un pueblo ubicado en el condado de Delaware en el estado estadounidense de Nueva York. En el año 2000 tenía una población de 3,449 habitantes y una densidad poblacional de 8.23 personas por km².

## Geografía
Hancock se encuentra ubicado en las coordenadas 41°57′19″N 75°17′15″O / 41.95528, -75.28750.

## Demografía
Según la Oficina del Censo en 2000 los ingresos medios por hogar en la localidad eran de $30,449, y los ingresos medios por familia eran $37,125. Los hombres tenían unos ingresos medios de $28,259 frente a los $21,875 para las mujeres. La renta per cápita para la localidad era de $16,057. Alrededor del 14.3% de la población estaban por debajo del umbral de pobreza.